# Tjaša Stanko
Tjaša Stanko (n. 5 noiembrie 1997, în Maribor) este o handbalistă slovenă care joacă pentru RK Krim și pentru echipa națională a Sloveniei pe postul de intermediar stânga.

## Palmares
- Campionatul Sloveniei:
  - Câștigătoare: 2016, 2018

- Cupa Sloveniei:
  -  Câștigătoare: 2018

## Distincții individuale
- Cea mai bună tânără handbalistă din Liga Campionilor EHF: 2018[7]